# Müeterlishorn
Müeterlishorn är en bergstopp i Schweiz.   Den ligger i kantonen Uri, i den centrala delen av landet, 90 km öster om huvudstaden Bern. Toppen på Müeterlishorn är 3 066 meter över havet, eller 291 meter över den omgivande terrängen. Bredden vid basen är 3,0 km.
Terrängen runt Müeterlishorn är huvudsakligen bergig, men åt sydväst är den kuperad. Runt Müeterlishorn är det glesbefolkat, med 15 invånare per kvadratkilometer.. Närmaste större samhälle är Airolo, 13,5 km sydost om Müeterlishorn. 
Trakten runt Müeterlishorn består i huvudsak av gräsmarker.